# Val d'Hérens
Val d'Hérens är en dal i Schweiz.   Den ligger i kantonen Valais, i den södra delen av landet, 90 km söder om huvudstaden Bern.
I omgivningarna runt Val d'Hérens växer i huvudsak blandskog. Runt Val d'Hérens är det ganska glesbefolkat, med 22 invånare per kvadratkilometer.